# Мош (Вила-Верде)
Мош (порт. Mós) — населённый пункт и район в Португалии, входит в округ Брага. Является составной частью муниципалитета Вила-Верде. Находится в составе крупной городской агломерации Большое Минью. По старому административному делению входил в провинцию Минью. Входит в экономико-статистический субрегион Каваду, который входит в Северный регион. Население составляет 321 человек на 2001 год. Занимает площадь 5,56 км².
Покровителем района считается Сеньора-да-Энкарнасан (порт. Senhora da Encarnação).